# Camponotus truncatus
Camponotus truncatus é uma espécie de inseto do gênero Camponotus, pertencente à família Formicidae.